# Bärbel Kösters Lucchitta

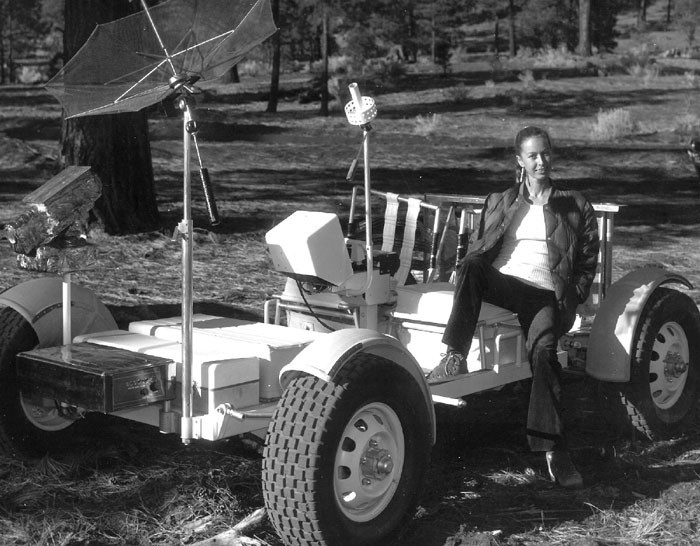
Bärbel Kösters Lucchitta (1972)

Bärbel Kösters Lucchitta (* 2. Oktober 1938 in Münster) ist eine deutsche Astrogeologin. Sie ist seit 1967 beim United States Geological Survey tätig.

## Biographie
Bärbel Kösters verbrachte ihre ersten Lebensjahre in Weimar und erlebte dort das Ende des Zweiten Weltkrieges. Sie besuchte dort die Volksschule für etwa eine Woche, bis diese ausgebombt wurde. Die Familie floh in die ebenfalls von Bomben zerstörte Stadt Münster. Hier besuchte sie eine katholische Mädchenschule und schloss 1958 mit dem Abitur ab. Ihr Interesse an geologischen Prozessen wurde durch Besuche in den Jura Höhenzügen der Schwäbischen Alb geweckt. Nach eineinhalb Jahren Studium an deutschen Universitäten erhielt sie ein Stipendium und kam an die Kent State University in Ohio und an die Pennsylvania State University, wo sie Geologie studierte.
Im Jahr 1964 heiratete sie den Geologen Ivo Lucchitta und 1966 wurde ihre Tochter Maya geboren. In ihrer Dissertation, die sie im gleichen Jahr verfasste, beschrieb sie eigentümliche konische Gesteine, die mit fächerförmigen Linien überzogen waren. Später wurde erkannt, dass es Strahlenkegel waren, die aus der Beaverhead-Impaktstruktur stammten. Nachdem ihr Mann für das Apolloprogramm beim United States Geological Survey in Flagstaff Arizona arbeitete, kam sie dort 1967 zu einer Beschäftigung. Sie begann ihre Karriere mit der Kartierung von Mond, Mars und den Monden des Jupiter. Als erste erkannte sie, dass die dunkel umrandeten Krater auf dem Mond eher durch Impakte als durch Vulkane entstanden sind. Apolloastronauten wurden von ihr geologisch geschult und sie begleitete das Mondprogramm, besonders Apollo 17. Danach arbeitet sie an der Aufklärung von Details auf der Marsoberfläche. Die Eisströme in der Antarktis untersuchte sie und sie stellte die Hypothese auf, dass Ausflusskanäle auf dem Mars durch Eis geformt wurden. Mit Eugene Shoemaker und anderen arbeitete sie an der ersten geologischen Karte des Jupitermondes Ganymed.
- 1995 erhielt sie als erste Frau den G. K. Gilbert Award.[1]
- Der Lucchitta-Gletscher in der Antarktis[2] ist nach ihr benannt.[3]
- Ein Asteroid wurde zu ihrer Ehre „Baerbel“[4] genannt.